# تلبومه
تلبومه، روستایی در دهستان ملاثانی بخش مرکزی شهرستان باوی در استان خوزستان ایران است.

## جمعیت
بر پایه سرشماری عمومی نفوس و مسکن در سال ۱۳۹۵، جمعیت این روستا برابر با ۱٬۲۰۶ نفر (۳۰۷ خانوار) بوده است.